# Ceredigion
Il Ceredigion è una contea costiera del Galles centrale, che confina con la baia di Cardigan ad ovest, il Gwynedd a nord, il Powys ad est, il Carmarthenshire a sud e il Pembrokeshire a sud-ovest. Il suo nome significa Terra di Ceredig, che era figlio di Cunedda, un capo che, nel V secolo, riconquistò gran parte del Galles, strappandolo dalle mani degli irlandesi. Dal V al IX secolo fu sede di un regno britannico.
Nel 1282, Edoardo I d'Inghilterra conquistò la maggior parte del Galles e divise l'area in contee. Il nome di Ceredigion fu anglicizzato in Cardiganshire. Solo con la riorganizzazione amministrativa del Galles, avvenuta nel 1974, venne reintrodotto il nome di Ceredigion.
Copre un'area di 1783 km² e la sua popolazione è di oltre 60 000. Ospita due sedi dell'Università del Galles, una ad Aberystwyth e una a Lampeter ed è sede della Biblioteca nazionale del Galles, fondata nel 1907.
Le città principali sono: Aberaeron, Aberarth, Aberystwyth, Cardigan, Lampeter, Llanddewi Brefi, Llandysul, Llanilar, Llanrhystud, New Quay, Newcastle Emlyn (non del tutto nel Carmarthenshire) e Tregaron.
I monti Cambrici coprono gran parte dell'est della contea; quest'ampia area forma parte del deserto del Galles. Nel sud e nell'ovest la superficie è poco elevata. Il punto più alto è Plynlimon (758 metri), dove si trovano le sorgenti di cinque fiumi: Severn, Wye, Dulas, Llyfnant e Rheidol. Gli 80 km costieri hanno molte spiagge sabbiose.

## Luoghi d'interesse
- Aberystwyth, località balneare
- Aberaeron, località balneare
- Gwbert-on-Sea, località balneare[1]
- Ponte del Diavolo (Devil's Bridge), ponte sul fiume Mynach[2]